# Genrich Altshuller
Genrich Saúlovich Altshuller (en cirílico, Ге́нрих Сау́лович Альтшу́ллер), conocido simplemente como Genrich Altshuller (Tashkent, Unión de Repúblicas Socialistas Soviéticas; 15 de octubre de 1926-Petrozavodsk, Rusia; 24 de septiembre de 1998), fue un ingeniero y escritor soviético.
Fue el inventor de la teoría TRIZ de resolución de problemas inventivos, así como autor de obras de ciencia ficción bajo el pseudónimo de Genrikh Altov.

## Biografía
Altshuller estuvo en la marina soviética, donde fue nombrado inspector de patentes debido a su capacidad inventiva. Fascinado con los procesos de invención, buscó en los textos científicos un método eficaz para la innovación. Sin embargo, se dio cuenta de que no existía bibliografía científica acerca de los procesos de la invención y la innovación. Así, se propuso crear él mismo algo de este tipo. Comenzó examinando una gran base de datos con sus invenciones y las de otros. Con los años comenzó a detectar patrones en la forma en que la gente llegaba a soluciones para determinadas contradicciones, contradicciones que, según su opinión, ocupaban un lugar central en el proceso de innovación. Este método sistemático recibió el nombre de TRIZ (por las iniciales en ruso de Teoría de la Resolución de Problemas Inventivos). Posteriormente, desarrolló también un algoritmo para resolver problemas inventivos, denominado ARIZ.
En 1948, mientras trabajaba en la armada soviética, le escribió a Stalin una carta en la que criticaba el bajo nivel del país para desarrollar trabajo inventivo y ofrece al mismo tiempo soluciones utilizando los principios de TRIZ. En respuesta es arrestado, torturado y sentenciado a 25 años en Siberia, donde continuó el desarrollo de TRIZ.
Altshuller utilizó también los principios del método que había creado para escribir sus novelas de ciencia ficción bajo el pseudónimo de H. Altov.
En 1954, después de la muerte de Stalin, es liberado. Dos años más tarde y en colaboración con su antiguo compañero de escuela Rafael Shapiro, publicó el artículo Psicología de la creatividad inventiva en la revista soviética Voprosi de Psihologi (traducido al castellano, Problemas de psicología). Esta fue su primera publicación sobre el sistema TRIZ.
Una vez liberado, Altshuller se radica en los Estados Unidos, donde continuó investigando. Cuando en 1989 se crea la Asociación rusa TRIZ, Altshuller fue nombrado presidente.
Altshuller falleció el 24 de septiembre de 1998 a la edad de 71 años.

### Anécdotas
Se cuenta que mientras estaba en una prisión de Moscú, Altshuller fue privado del sueño debido a que se negaba a firmar una confesión. El ingeniero soviético encontró aquí una contradicción que necesitaba de una respuesta innovadora: ¿cómo puedo dormir y no dormir al mismo tiempo? Se dice que como respuesta a este problema, fabricó unos ojos a partir de dos trozos de papel de un paquete de cigarrillos, les dibujó pupilas con un fósforo quemado y se los pegó con saliva sobre los párpados. Después se sentó frente a la puerta de su celda y se quedó tranquilamente dormido.

## Libros publicados
Varios de sus libros fueron publicados bajo el pseudónimo Genrich Altov.

### Científicos
- "And suddenly the inventor Appeared" (1994), ISBN 0-9640740-2-8

### Ciencia ficción
- Икар и Дедал 1958 (Icaro y Dédalo)
- Легенды о звездных капитанах 1961 (Legendas de Capitanes Estelares)
- Опаляющий разум 1968 (Scorching Mind)
- Создан для бури 1970 (Made for the Storm)
- Летящие по Вселенной 2002, con Valentina Zhuravleva (Los que Volaron a través del Espacio)